# Fred. Olsen Cruise Lines
La Fred. Olsen Cruise Lines Ltd. è una compagnia di navigazione britannica con sede a Ipswich nel Regno Unito ed è succursale del gruppo norvegese Fred Olsen & Co. con sede ad Oslo, fondato nel 1848 da Petter Olsen (1821–1899). Il figlio Thomas Frederik (1857–1933) trasformò una piccola compagnia di navigazione con pochi natanti in un gruppo di società di trasporti e costruzioni navali di livello internazionale.
Nel luglio 2020 viene annunciato l'acquisto delle ex navi Holland America Line Amsterdam e Rotterdam per $ 37 milioni con consegna nel settembre 2020.

## Flotta
| Nome     | Immagine | Varo | Entrata in servizio per la compagnia | Stazza (t.s.l.) | Cronologia                                                                                     |
| -------- | -------- | ---- | ------------------------------------ | --------------- | ---------------------------------------------------------------------------------------------- |
| Bolette  |          | 2000 | 2020                                 | 62735           | 2020 acquistata dalla Holland America Lines con il nome Amsterdam, ribattezzata Bolette        |
| Borealis |          | 1997 | 2020                                 | 61849           | 2020 acquistata dalla Holland America Lines con il nome Rotterdam, ribattezzata Borealis       |
| Braemar  |          | 1993 | 2001                                 | 24344           | 2001 acquistata dalla Commodore Cruise Line con il nome Crown Dynasty, ribattezzata Braemar    |
| Balmoral |          | 1988 | 2007                                 | 43537           | 2007 acquistata dalla Norwegian Cruise Line con il nome Norwegian Crown, ribattezzata Balmoral |

### Flotta del passato
| Nome         | Anni di servizio | Immagine | Stazza (t.s.l.) | Cronologia |
| ------------ | ---------------- | -------- | --------------- | --- |
| Black Prince | 1966-2009        |          | 17593           | 2011 demolita a novembre come Ola Smeralda                                                                                           |
| Blenheim     | 1970-1981        |          | 12294           | 1997 demolita |
| Black Watch  | 1996-2020        |          | 28613           | 1996 acquistata dalla Royal Cruise Line come Star Odyssey, ribattezzata Black Watch 2020 venduta per nave alloggio a Tuzla, Istanbul |
| Boudicca     | 2005-2020        |          | 21891           | 2005 acquistata dalla Ibero Cruceros con il nome Grand Latino, poi ribattezzata Boudicca 2021 demolita ad Aliağa (Turchia)           |